# Copa Verde 2025
La Copa Verde 2025 fue la duodécima (12.ª) edición del torneo que reunió equipos de la región norte y la región centro-oeste incluyendo el Estado de Espírito Santo. 
Comenzó el 22 de enero y finalizó el 23 de abril de 2025.
Por primera vez, la competición no otorgaría cupos en ningún otro torneo: en las dos primeras ediciones, el campeón de la Copa Verde clasificaba a la Copa Sudamericana. A partir de 2016, el ganador tenía derecho a un cupo en las fases avanzadas de la Copa de Brasil (hasta 2019 en octavos de final; de 2020 a 2024 en la tercera fase). En 2025, la CBF no incluyó este artículo en los reglamentos específicos tanto de la Copa Verde como de la Copa del Nordeste, lo que fue utilizado como justificación para los retiros del Atlético Goianiense y Cuiabá. Sin embargo, el 14 de enero, durante el sorteo de la fase de grupos de la Copa del Nordeste, el presidente de la CBF, Ednaldo Rodrigues, confirmó que los ganadores de ambos torneos tendrán cupos en la tercera fase de la Copa de Brasil 2026.

## Equipos participantes
Criterios de clasificación a la Copa Verde 2025:
- Criterio 1 (12 cupos): Los dos mejores clasificados en cada uno de los campeonatos estatales o torneos selectivos de 2024 de las 12 federaciones afiliadas participantes.

- Criterio 2 (8 cupos): equipo mejor clasificado en cada uno de los campeonatos estaduales de 2024 o torneos selectivos de 2024 de las 8 mejores federaciones afiliadas en el Ranking CBF 2025 (todas excepto Roraima, Rondônia, Mato Grosso do Sul y Amapá), excluidos los clasificados por el criterio 1.

- Criterio 3 (4 cupos): cuatro equipos mejor posicionados en el Ranking CBF 2025 de federaciones participantes, excluidos los clasificados en los criterios anteriores.

| Estado              | Equipo             | Ciudad               | Critério de clasificación | Estadio           | Capacidad |
| ------------------- | ------------------ | -------------------- | ------------------------- | ----------------- | --------- |
| Acre                | Independência      | Rio Branco           | Critério 1                | Florestão         | 10 000    |
| Acre                | Humaitá            | Porto Acre           | Critério 2                | Florestão         | 10 000    |
| Amapá               | Trem               | Macapá               | Critério 1                | Zerão             | 19 000    |
| Amazonas            | Amazonas           | Manaus               | Critério 1                | Arena da Amazônia | 44 000    |
| Amazonas            | Manaus             | Manaus               | Critério 2                | Colina            | 10 000    |
| Distrito Federal    | Ceilândia          | Ceilândia            | Critério 1                | Abadião           | 4200      |
| Distrito Federal    | Capital            | Paranoá              | Critério 2                | JK Paranoá        | 6000      |
| Distrito Federal    | Brasiliense        | Taguatinga           | Critério 3                | Serejão           | 27 000    |
| Espírito Santo      | Rio Branco-ES      | Vitória              | Critério 1                | Kleber Andrade    | 21 152    |
| Espírito Santo      | Vitória-ES         | Vitória              | Critério 2                | Salvador Costa    | 3000      |
| Goiás               | Vila Nova          | Goiânia              | Critério 1                | Estádio Olímpico  | 13 500    |
| Goiás               | Aparecidense       | Aparecida de Goiânia | Critério 2                | Annibal Batista   | 4800      |
| Goiás               | Goiás              | Goiânia              | Critério 3                | Serrinha          | 14 450    |
| Mato Grosso         | União Rondonópolis | Rondonópolis         | Critério 1                | Luthero Lopes     | 19 000    |
| Mato Grosso         | Luverdense         | Lucas do Rio Verde   | Critério 2                | Passo das Emas    | 10 000    |
| Mato Grosso del Sur | Operário-MS        | Campo Grande         | Critério 1                | Jacques da Luz    | 4500      |
| Pará                | Paysandu           | Belém                | Critério 1                | Curuzu            | 16 200    |
| Pará                | Remo               | Belém                | Critério 2                | Baenão            | 13 200    |
| Pará                | Águia de Marabá    | Marabá               | Critério 3                | Zinho de Oliveira | 5000      |
| Rondonia            | Porto Velho        | Porto Velho          | Critério 1                | Aluizão           | 5000      |
| Roraima             | GAS                | Boa Vista            | Critério 1                | Canarinho         | 4556      |
| Roraima             | São Raimundo       | Boa Vista            | Critério 3                | Canarinho         | 4556      |
| Tocantins           | União-TO           | Araguaína            | Critério 1                | Mirandão          | 10 000    |
| Tocantins           | Tocantinópolis     | Tocantinópolis       | Critério 2                | Ribeirão          | 8000      |

## Cuadro del campeonato

### Ronda preliminar
| Fechas      | Local              | Resultado      | Visita        |
| ----------- | ------------------ | -------------- | ------------- |
| 22 de enero | Águia de Marabá    | 1:1 (pen. 3:1) | Independência |
| 22 de enero | Porto Velho        | 3:2            | Humaitá       |
| 22 de enero | Vitória-ES         | 1:2            | Rio Branco-ES |
| 22 de enero | Ceilândia          | 1:1 (pen. 0:3) | Capital-DF    |
| 22 de enero | São Raimundo-RR    | 4:1            | Trem          |
| 22 de enero | União Rondonópolis | 3:0            | União-TO      |
| 22 de enero | Tocantinópolis     | 2:1            | GAS           |
| 22 de enero | Operário-MS        | 0:1            | Luverdense    |

### Octavos de final
| Fechas       | Local        | Resultado      | Visita             |
| ------------ | ------------ | -------------- | ------------------ |
| 4 de febrero | Aparecidense | 2:3            | União Rondonópolis |
| 4 de febrero | Vila Nova    | 1:1 (pen. 9:8) | Luverdense         |
| 5 de febrero | Paysandu     | 1:1 (pen. 5:4) | Porto Velho        |
| 5 de febrero | Amazonas     | 5:1            | Tocantinópolis     |
| 5 de febrero | Brasiliense  | 0:0 (pen. 5:3) | Capital-DF         |
| 6 de febrero | Goiás        | 6:0            | Rio Branco-ES      |
| 6 de febrero | Remo         | 1:1 (pen. 3:4) | São Raimundo-RR    |
| 6 de febrero | Manaus       | 3:2            | Águia de Marabá    |

### Cuartos de final
| Fechas             | Local en la ida    | Global | Local en la vuelta | Ida | Vuelta |
| ------------------ | ------------------ | ------ | ------------------ | --- | ------ |
| 12 y 26 de febrero | União Rondonópolis | 0:5    | Goiás              | 0:2 | 0:3    |
| 12 y 27 de febrero | São Raimundo-RR    | 2:0    | Amazonas           | 2:0 | 0:0    |
| 13 y 19 de febrero | Brasiliense        | 4:2    | Vila Nova          | 1:1 | 3:1    |
| 13 y 26 de febrero | Paysandu           | 4:1    | Manaus             | 0:0 | 4:1    |

### Semifinales
| Fechas           | Local en la ida | Global         | Local en la vuelta | Ida | Vuelta |
| ---------------- | --------------- | -------------- | ------------------ | --- | ------ |
| 12 y 19 de marzo | São Raimundo-RR | 2:5            | Paysandu           | 2:2 | 0:3    |
| 12 y 19 de marzo | Brasiliense     | 3:3 (pen. 4:5) | Goiás              | 3:3 | 0:0    |

### Final
| Fechas          | Local en la ida | Global         | Local en la vuelta | Ida | Vuelta |
| --------------- | --------------- | -------------- | ------------------ | --- | ------ |
| 9 y 23 de abril | Paysandu        | 1:1 (pen. 5:4) | Goiás              | 0:0 | 1:1    |

| Campeón 2025 Copa Verde    |
| Bandera del estado de Pará |
| -------------------------- |
| Paysandu (5.º título)      |

## Goleadores
| Jugador       | Equipo             | Goles |
| ------------- | ------------------ | ----- |
| Rossi         | Paysandu           | 4     |
| Tobinha       | Brasiliense        | 2     |
| Dongo         | São Raimundo-RR    | 2     |
| Railson       | São Raimundo-RR    | 2     |
| Edson Carioca | Goiás              | 2     |
| Pedrinho      | Goiás              | 2     |
| Edu           | Goiás              | 2     |
| Tadeu         | Goiás              | 2     |
| Luan Silva    | Amazonas           | 2     |
| Renanzinho    | Manaus             | 2     |
| Pablo         | União Rondonópolis | 2     |